# غوردون هودسون
غوردون هودسون (بالإنجليزية: Gordon Hodgson)‏ (16 أبريل 1904 في جنوب أفريقيا - 14 يونيو 1951 في المملكة المتحدة) هو لاعب كركيت ومدرب كرة قدم ولاعب كرة قدم جنوب أفريقيا وبريطاني (وحمل سابقاً جنسية المملكة المتحدة لبريطانيا العظمى وأيرلندا) في مركز الهجوم. شارك مع منتخب إنجلترا لكرة القدم ومنتخب جنوب أفريقيا لكرة القدم. أما مع النوادي، فقد لعب مع أستون فيلا وليدز يونايتد ونادي ليفربول.

## وصلات خارجية
- غوردون هودسون على موقع قاعدة بيانات كرة القدم.إي يو (الإنجليزية)
- غوردون هودسون على موقع ناشيونال فوتبول تيمز (الإنجليزية)
- غوردون هودسون على موقع Soccerbase.com (مدرب) (الإنجليزية)